# Canadian Airlines

Canadian Airlines è stata una compagnia aerea canadese, con sede a Calgary mentre i suoi hub principali sono stati l'Aeroporto Internazionale di Calgary, l'Aeroporto Internazionale di Montréal-Pierre Elliott Trudeau, l'Aeroporto Internazionale di Toronto-Pearson e l'Aeroporto Internazionale di Vancouver.

## Storia

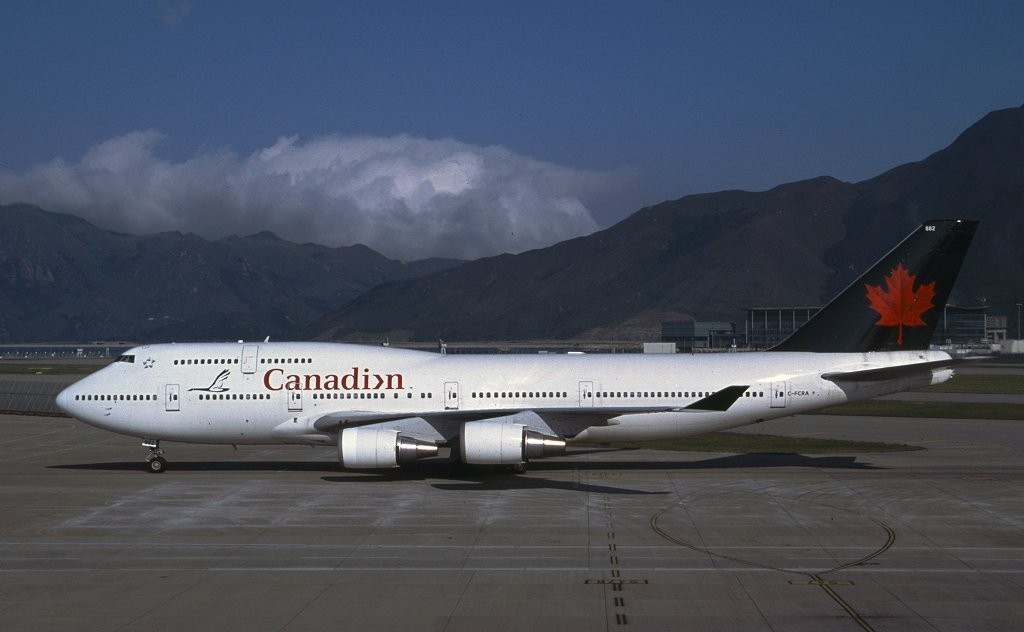
Un Boeing 747-400 di Canadian Airlines.

Canandian Airlines è stata costituita il 27 marzo 1987 quando la Pacific Western Airlines ha acquistato la Canadian Pacific Air Lines, che a sua volta aveva acquistato e assorbito Eastern Provincial Airways e Nordair. Nel 1989 il vettore aereo ha acquistato Wardair Canada e di conseguenza ha avuto la possibilità di aumentare le rotte verso l'Europa. Nel 1991 a causa del crollo del settore aeronautico, la compagnia aerea ha razionalizzato le sue operazioni di volo e ha effettuato una ristrutturazione finanziaria da oltre 700 milioni di dollari di debiti grazie all'aiuto di American Airlines Group. Il 1º novembre 1996 Kevin Benson, allora presidente e amministratore delegato, ha presentato una strategia di ristrutturazione della durata di quattro anni per migliorare la redditività di Canadian Airlines. Esso prevedeva il controllo dei costi, l'aumento delle entrate, la ricapitalizzazione e del rinnovo della flotta. Il 1º febbraio del 1999 l'aerolinea è stata uno dei membri fondatori dell'alleanza aerea Oneworld, insieme a Qantas, American Airlines e British Airways. A seguito delle numerose proposte di acquisizione per Canadian Airlines, tra cui un'offerta da American Airlines che deteneva già il 25% di essa; il 20 agosto 1999 Air Canada ha proposto un'offerta per ottenere le rotte internazionali canadesi e gli slot aeroportuali per un importo non specificato, oltre a retrocedere il marchio Canadian Airlines a semplice vettore regionale per alimentare gli hub di Air Canada. Tuttavia questa offerta venne rifiutata, il ciò ha comportato che il 24 agosto dello stesso anno, Onex Corporation ha annunciato un'offerta pubblica di acquisto per l'aerolinea, sostenuta dalla società madre American Airlines AMR Corporation, consistente in 1,8 miliardi di dollari in contanti e l'assunzione di 3,9 miliardi di dollari in debito. Il 19 ottobre 1999 Air Canada, con il sostegno dei partner di Star Alliance come Lufthansa, United Airlines e la banca CIBC ha offerto 92 milioni di dollari per Canadian Airlines con l'impegno di gestirla come compagnia separata ma la proposta è stata rifiutata. Il 2 novembre dello stesso anno, un giudice del Quebec ha stabilito che l'acquisizione da parte di Onex era illegale, in quanto non rispettava la legge statale che imponeva la detenzione di massimo il 10% dell'azionario da parte di un singolo azionista non canadese. Di conseguenza Onex ha ritirato la sua offerta ed in seguito Air Canada, ha dichiarato che avrebbe proceduto all'acquisizione del vettore aereo. La compagnia è diventata ufficialmente una filiale di Air Canada il 23 dicembre 1999 dopoché l'ufficio federale della concorrenza aveva dato il nulla osta il 21 dicembre dello stesso anno. Nel 2000 tutti i sistemi informatici ed i dipendenti di Canadian Airlines sono stati completamente integrati in Air Canada ma in un secondo momento, circa 8 500 lavoratori sono stati licenziati anche a causa degli attentati dell'11 settembre 2001.

## Struttura aziendale
Società controllate
Canadian Regional Airlines
- Canadian Regional Airlines ha servito 69 destinazioni in Columbia britannica, Alberta, Saskatchewan, Manitoba, Territori del Nord-Ovest, Ontario e Stati Uniti. Essa era posseduta al 100% da Canadian Airlines.

Calm Air
- Calm Air ha servito 27 destinazioni in Manitoba, nell'Ontario nordoccidentale e nei Territori del Nord-Ovest. Essa era posseduta al 45% da Canadian Regional ed attualmente continua a operare in regime di gestione separata.

Inter-Canadien
- Inter-Canadien ha servito Ottawa, Toronto, Labrador e 26 destinazioni in tutto il Québec. Essa era posseduta al 100% da Canadian Regional

Air Atlantic
- Air Atlantic ha servito 16 destinazioni in tutte le province del Canada atlantico, Québec, Ontario e Stati Uniti. Essa era posseduta al 100% da Canadian Regional

Canadian North
- Canadian North ha servito 10 destinazioni che si espandevano dalle sue basi meridionali di Edmonton e Winnipeg. Essa era posseduta al 100% da Canadian Regional

## Flotta

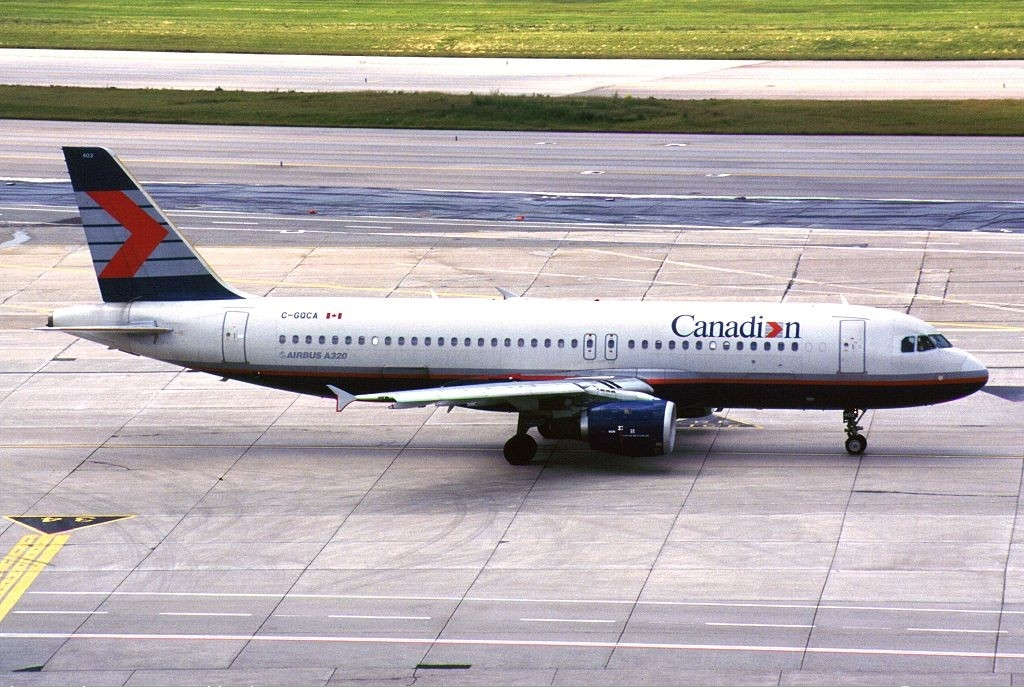
Un Airbus A320-200 di Canadian Airlines.

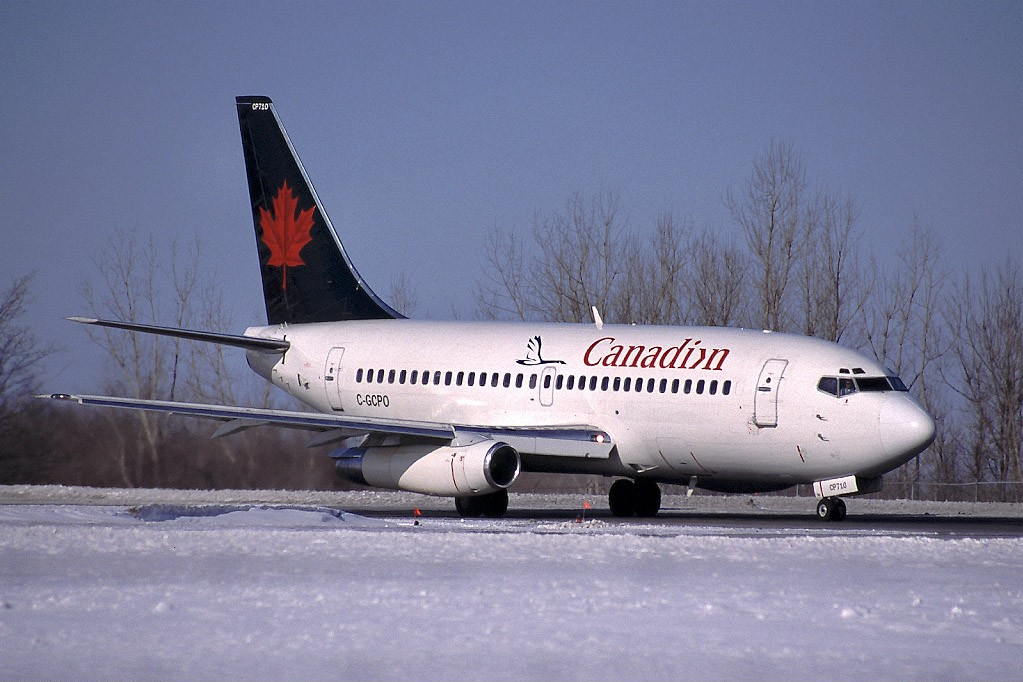
Un Boeing 737-200 di Canadian Airlines.

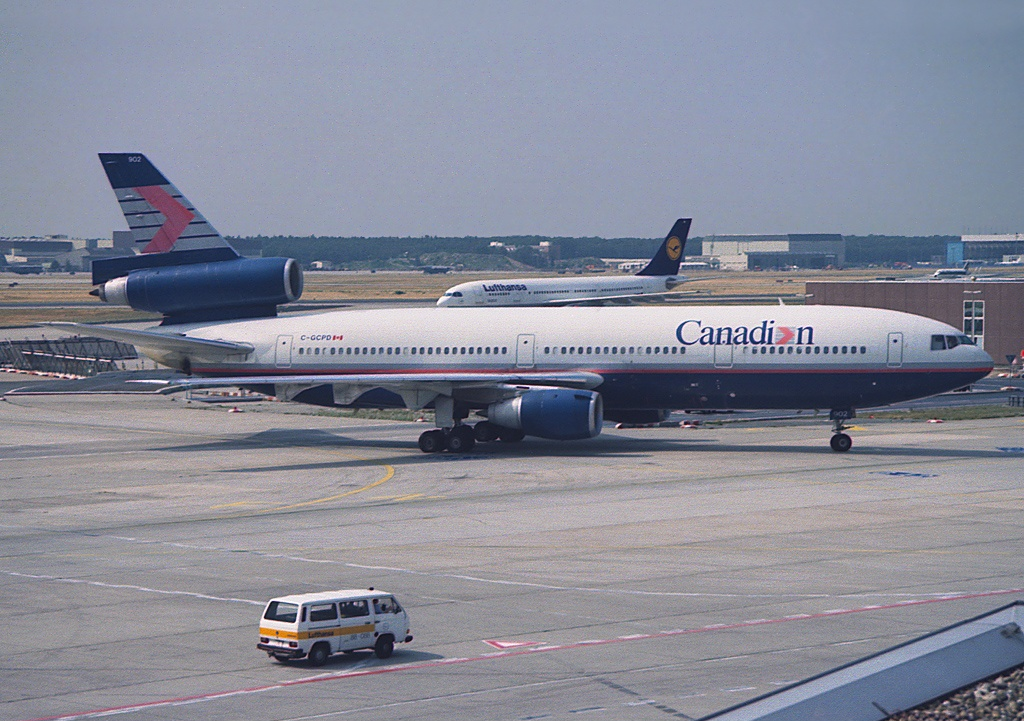
Un McDonnell Douglas DC-10 di Canadian Airlines.

Nel dicembre 1999 la flotta Canadian Airlines risultava composta dai seguenti aerei:

## Flotta storica

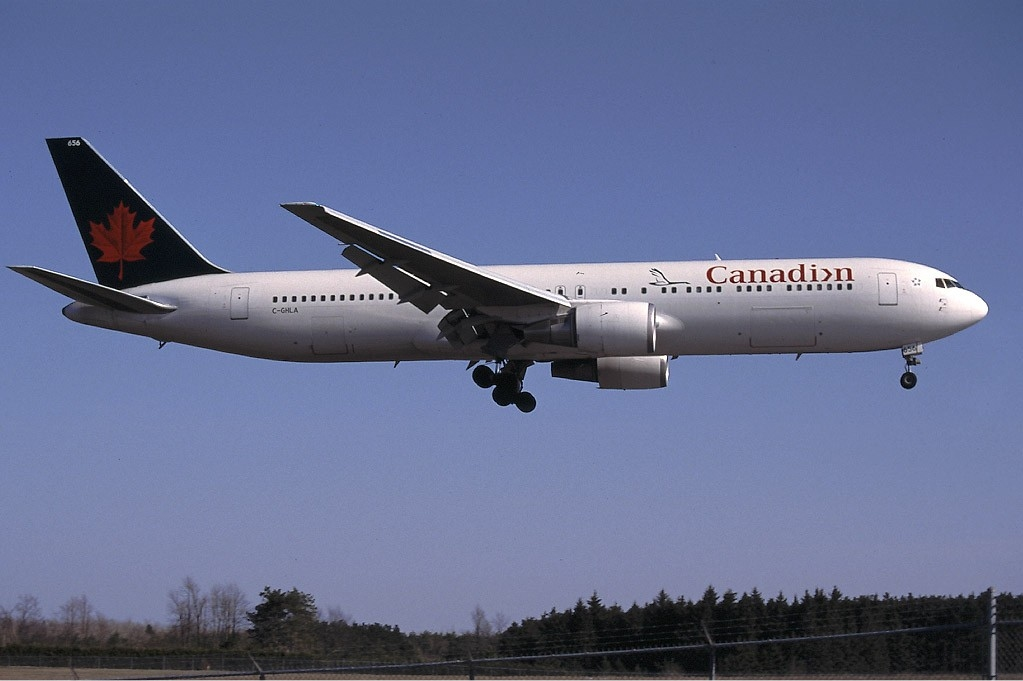
Un Boeing 767-300ER di Canadian Airlines.

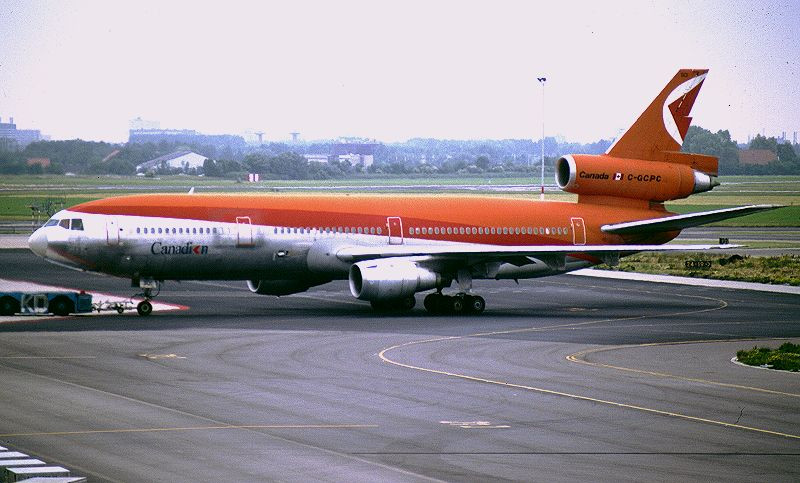
Un McDonnell Douglas DC-10-30 ancora nei colori CP Air

Nel corso degli anni Canadian Airlines ha operato con i seguenti modelli di aeromobili:
- Airbus A310-300
- Airbus A320-200
- Boeing 737-200, 200-ELR and 200-Combi
- Boeing 737-300
- Boeing 767-300ER
- Boeing 747-400
- McDonnell Douglas DC-10-10
- McDonnell Douglas DC-10-30
- Fokker F28
- Fokker 100

## Marchio
Logo
Nel corso degli anni Canadian Airlines ha utilizzato i seguenti loghi:

1987-1999
1999-2001

## Servizi di bordo
Servizi in volo
Intrattenimento in volo
La maggior parte dei voli internazionali e di medio raggio offrivano sia audio che video mentre quelli a corto raggio offrivano solo intrattenimento audio.
Cibo e bevande in volo
Il cibo proveniente da voli all'interno del Canada era fornito da LSG Sky Chefs.
Giornali e riviste
Giornali forniti in volo sulla maggior parte degli aeromobili:
- Canadian - la rivista ufficiale di bordo di Canadian Airlines
- giornali - The Globe and Mail, USA Today
- riviste - Maclean's

Cabine
Canadian Airlines ha offerto tre classi:
- First Class (F)
- Business Class (J)
- Canadian Class (Y)

Nel 1987 la Canadian Airlines ha vietato il fumo su tutti i voli nazionali

## Programma fedeltà
Canadian Plus è stato il più grande programma frequent flyer in Canada con oltre 60 compagnie aeree, hotel, noleggio auto e partner finanziari in tutto il mondo. Il programma aveva più di tre milioni di membri.

## Lounge
Le lounge canadesi erano chiamate Empress Lounge e si trovavano in diversi aeroporti in Canada e all'estero:
- Aeroporto Internazionale di Calgary
- Aeroporto Internazionale di Edmonton
- Aeroporto Internazionale di Halifax
- Aeroporto Internazionale di Montréal-Pierre Elliott Trudeau and Aeroporto Internazionale di Montréal-Mirabel
- Aeroporto Internazionale di Ottawa-Macdonald-Cartier
- Aeroporto Internazionale di San Francisco
- Aeroporto Internazionale di Toronto-Pearson Terminal 3
- Aeroporto Internazionale di Vancouver
- Aeroporto di Buenos Aires-Ministro Pistarini
- Aeroporto Internazionale di Città del Messico
- Aeroporto di Rio de Janeiro-Galeão-Antônio Carlos Jobim
- Aeroporto di San Paolo-Guarulhos-Governatore André Franco Montoro
- Aeroporto Internazionale di Bangkok-Don Mueang
- Aeroporto di Pechino-Capitale
- Aeroporto di Hong Kong Kai Tak
- Aeroporto Internazionale di Hong Kong
- Aeroporto di Nagoya
- Aeroporto di Taipei-Taoyuan
- Aeroporto Internazionale di Narita
- Aeroporto di Auckland
- Aeroporto Internazionale Kingsford Smith
- Aeroporto di Francoforte sul Meno
- Aeroporto di Londra-Heathrow
- Aeroporto di Milano-Malpensa
- Aeroporto di Parigi Charles de Gaulle
- Aeroporto di Roma-Fiumicino

## Incidenti
- Il 19 ottobre 1995, un McDonnell Douglas DC-10 non ha effettuato il decollo a causa dello stallo del compressore e successivamente corse alla fine della pista dell'aeroporto internazionale di Vancouver[16].
- Il 6 settembre 1997, un Boeing 767-300ER ha interrotto il decollo dopo aver subito un incendio del motore all'aeroporto internazionale di Pechino[17].